# Guillermo Asprilla
Guillermo Raúl Asprilla Coronado (Bogotá, 1959-Ib., 21 de junio de 2014) fue un exguerrillero, abogado, político y profesor colombiano. 
Fue secretario del Gobierno de Bogotá entre 2012 y 2013.

## Biografía
Mientras cursaba cuarto de bachillerato en el Colegio Nacional Restrepo Millán milita en el Partido Comunista de Colombia Marxista Leninista, fundando una célula de estudiantes.
Guillermo Asprilla es egresado de la Universidad Nacional de Colombia, con estudios de maestría en análisis de problemas económicos y políticos.
Ingresaría a la guerrilla del M-19.
Miembro de la dirección colegiada de la Alianza Democrática M-19 (1992-1993).
Fue padre de dos hijos, Inti y Alan, con su también fallecida esposa Luz Helena.

## Vida política
Fue asesor de la Asamblea Constituyente de Colombia de 1991, la cual, al cierre de sus sesiones, lo eligió como miembro de la Comisión Especial Legislativa, conocida como El Congresito, en cuyo seno se distinguió como vocero de la izquierda democrática, experto jurista y gestor de múltiples proyectos que sirvieron de fundamento al desarrollo normativo de la nueva Carta Política.
Ingresó al Polo Democrático, por el que se lanzó en vano al Concejo de Bogotá en 2007 (obteniendo 7558 votos). Fue integrante del Comité Ejecutivo Nacional del Polo Democrático Alternativo. En el año 2010 presentó su nombre a Cámara de Representantes Bogotá (obteniendo 8518 votos)  de nuevo por el Polo Democrático.
En enero de 2011 llegó al Concejo de Bogotá en reemplazo de Roberto Sáenz (exintegrante del Polo), quien renunció para irse a Progresistas.  Asprilla sería sancionado por el Comité de Ética del Polo por doble militancia con Progresistas por lo que fue suspendido temporalmente.

## Profesor
Profesor de Ideas Políticas y Teoría del Estado en la Facultad de Derecho de la Universidad Nacional de Colombia y en el Instituto de Postgrados de la Universidad Libre, Asprilla ha sido también asesor de gran número de entidades estatales y de organismos civiles en el ámbito de la asistencia legal, en el diseño de políticas públicas y en la realización de estudios e investigaciones socio-jurídicas. En los últimos años, sus tesis y planteamientos sobre la actualidad nacional y mundial alcanzaron amplio reconocimiento entre la calificada audiencia del programa UN - Análisis, que transmite la emisora de la Universidad Nacional de Colombia.

## Abogado
Abogado litigante en asuntos de Derecho constitucional y administrativo. 
Uno de sus últimos casos lo llevó en el Tribunal Administrativo de Cundinamarca, mediante la cual se ordenó el pago de una indemnización a cada uno de los residentes y trabajadores de 170 barrios del sur de Bogotá, afectados por la catástrofe provocada por el derrumbe del Relleno sanitario Doña Juana, proceso en el que Guillermo Asprilla actuó como apoderado de los demandantes.
Esto llevó a la destitución para ejercer cargos públicos ya que Asprilla se posicionó como cabildante en el Concejo de Bogotá a pesar de tener a su cargo el proceso en curso contra la ciudad, lo que fue considerado una falta disciplinaria gravísima que le causó la destitución e inhabilidad por 12 años.
Asprilla ha sido activo partícipe en la creación de organizaciones sociales para la defensa de los derechos individuales, colectivos y del ambiente; gestor de la lucha por la derogatoria de la Ley 100 de 1993 y de la construcción –mediante la iniciativa popular– de un nuevo y justo sistema de seguridad social en salud y pensiones; asesor de sindicatos y comunidades; integrante de la Mesa de las Reformas Sociales que Colombia Necesita y fundador de la organización Salud al Derecho.

## Unidad Administrativa Especial de Servicios Públicos, UAESP
Asprilla se desempeñó como director de la Unidad Administrativa Especial de Servicios Públicos (UAESP). Al frente de la entidad, logró consolidar un programa para el reciclaje y recolección de basuras, incluyendo a los propios recicladores como gestores, propuesta que recibió el aval total de la Corte Constitucional y con el cual Bogotá da el primer paso para la consolidación de un nuevo modelo de recolección de basura.

## Muerte
Se le diagnosticó ELA (esclerosis lateral amiotrófica), una enfermedad mortal. En 2012 falleció su esposa, Luz Elena de Asprilla. Guillermo Asprilla falleció en Bogotá el 21 de junio de 2014, a los 54 años.